# Nolcsó
Nolcsó (szlovákul Nolčovo) község Szlovákiában, a Zsolnai kerületben, a Turócszentmártoni járásban.

## Fekvése
Turócszentmártontól 13 km-re északkeletre, a Vág bal partján fekszik, a Nagy- és Kis-Fátra által övezve. Legmagasabb pontja a Klak csúcs (1395 m). A községben fennmaradt a juhtenyésztés, amelyet a Felvidéken az első világháború után nagyrészt kiirtottak. A község kellemes lehetőséget nyújt a környező hegyekbe túrázásra (köztük az 1061 m-es Magurára is), de van itt vadászati és halászati lehetőség is.

## A község neve és címere
A község címere utal rá, hogy a község mezőgazdasági jellegű volt. Vörös alapon arany szemcsék láthatóak, és az eke két része: a kormánylemez és a csoroszlya. A község nevét Nolcsa földesúrról kaphatta, de egyes elméletek a magyar nyolcból vagy a szláv ovca (juh) szóból kaphatta (ovčovo alakból).

## Története
Területén már a bronzkorban éltek emberek, Hradisko nevű határrészén erődített bronzkori település állt.
A község első említése „Nyolchio” néven 1489-ből származik. 1610-től fontos kereskedelmi út haladt át a községen, majd 1677-től fontos posta megállót létesítettek itt lóváltó állomással. 1715-ben 18 adózó háztartása volt. 1722-ig vámot is szedtek itt. A Nyári család szucsányi uradalmához tartozott. 1785-ben 41 házában 319 lakos élt.
A 18. század végén Vályi András így ír róla: „NOLCSO. Nolcsowo. Tót falu Túrócz Várm. földes Ura Nyári Uraság, lakosai leg inkább evangelikusok, fekszik Turánnak szomszédságában, és annak filiája, postája is vagyon, határja középszerű; réttye, legelője hasznos, fája elég, Vág vizén keresetre módgyok van.”
A 19. századtól Eszterházy birtokká vált. 1828-ban 36 háza és 309 lakosa volt, lakói erdei munkákkal és állattartással foglalkoztak.
Fényes Elek 1851-ben kiadott geográfiai szótárában így ír a faluról: „Nolcsó, tót falu, Thurócz vmegyében, a Tátra hegye alatt a Rosenbergre vivő országutban. Számlál 27 kath., 279 evang., 3 zsidó lak. Van egy postahivatala, szép fenyves erdeje, jó legelője, s a Tátra nagy hegye alatt egy barlangja. F. u. gr. Nyáry.”
A trianoni diktátumig Turóc vármegye Turócszentmártoni járásához tartozott.
1944-ben a község bekapcsolódott a szlovák nemzeti felkelésbe.

## Népessége
| Év:            | 1994. | 2004.    | 2014.   | 2024.   |
| -------------- | ----- | -------- | ------- | ------- |
| Emberek száma: | 315   | 254      | 245     | 254     |
| Eltérés:       |       | -19,36 % | -3,54 % | +3,67 % |

| Év:            | 2023. | 2024.   |
| -------------- | ----- | ------- |
| Emberek száma: | 255   | 254     |
| Eltérés:       |       | -0,39 % |

1910-ben 380 lakosából 361 szlovák volt.
2001-ben 271 lakosából 267 (98,52%) szlovák volt.
2011-ben 245 lakosából 239 szlovák.

## Külső hivatkozások
- Községinfó
- Nolcsó Szlovákia térképén
- Tourist-channel.sk
- E-obce.sk Archiválva 2023. július 24-i dátummal a Wayback Machine-ben